# Résolution 152 du Conseil de sécurité des Nations unies
Membres permanents
- Chine (Taïwan)
- États-Unis
- France
- Royaume-Uni
- URSS

Membres non permanents
- Argentine
- Sri Lanka
- Équateur
- Italie
- Pologne
- Tunisie

Résolution no 151 Résolution no 153
La Résolution 152 est une résolution du Conseil de sécurité de l'ONU votée le 23 août 1960 concernant la république du Congo (capitale Brazzaville) et qui recommande à l'Assemblée générale des Nations unies d'admettre ce pays comme nouveau membre.

## Contexte historique
La République du Congo est une ancienne colonie française.
Le nationalisme congolais prend réellement corps après la Seconde Guerre mondiale. En 1945, les Congolais élisent le premier député congolais, Jean Félix-Tchicaya, à l'assemblée constituante de Paris. Celui-ci fonde en 1946 le Parti progressiste congolais (PPC), section congolaise du Rassemblement démocratique africain (RDA). Tchicaya s'oppose à Jacques Opangault.  L'un et l'autre sont pris de vitesse par l'abbé Fulbert Youlou, fondateur de l'Union démocratique de défense des intérêts africains (UDDIA), qui remporte avec éclat les élections municipales de 1956. En 1958, le référendum sur la Communauté française obtient 99 % de « oui » au Moyen-Congo. Le Congo devient une république autonome, avec Fulbert Youlou pour Premier ministre. En 1959, des troubles éclatent à Brazzaville et l'armée française intervient : Youlou est élu président de la République, et, le 15 août 1960, le Congo accède à l'indépendance.  (issu de l'article république du Congo).

## Texte
- Résolution 152 Sur fr.wikisource.org
- Résolution 152 Sur en.wikisource.org